# Karl Wilhelm von Willisen
Karl Wilhelm Freiherr von Willisen (30. april 1790 – 25. februar 1879) var en preussisk generalløjtnant og militærforfatter. 
Han deltog i Napoleonskrigene og kom senere ind i generalstaben. I 1849 blev Willisen stillet til rådighed for den slesvig-holstenske oprørshær og ledede denne under Slaget ved Isted og Stormen på Frederiksstad i 1850. Begge slag resulterede i nederlag, hvorefter Willisen nedlagde sin kommando.